# Rhabdornis mystacalis
Rhabdornis mystacalis là một loài chim trong họ Sturnidae.